# Ferdinand Porsche
Ferdinand Porsche (ur. 3 września 1875 w Maffersdorf, zm. 30 stycznia 1951 w Stuttgarcie) – niemiecko-czeski konstruktor samochodów i innych pojazdów mechanicznych. Najbardziej znany jako twórca Volkswagena Garbusa. Urodzony w Austro-Węgrzech, większość życia spędził w Niemczech. Doktor honoris causa kilkunastu uczelni.

## Życiorys
Ojciec Ferdinanda był blacharzem pojazdowym. Od dzieciństwa Ferdinand przejawiał smykałkę techniczną, szczególnie interesował się elektrycznością. Pracował w warsztacie ojca, w 1893 r., w wieku 18 lat zatrudnił się w zakładzie Bela Egger & Co., wiedeńskim przedsiębiorstwie elektrotechnicznym przemianowanym później na Brown Boveri, obecnie ABB, szybko awansując na stanowisko kierownicze. Jednocześnie uczęszczał na wieczorowe zajęcia w oddalonej o ok. 5 km od domu cesarskiej szkole politechnicznej w Reichenbergu.
Karierę konstruktora samochodów rozpoczął od pracy w przedsiębiorstwie Hofwagenfabrik Jakob Lohner & Co. Jego pierwszymi konstrukcjami były prototypowe pojazdy elektryczne – pierwszy z nich, wyposażony w dwa silniki w piastach przednich kół, został zaprezentowany na Wystawie Światowej w Paryżu w 1900 r. Drugim samochodem był pojazd czterosilnikowy Lohner-Porsche, będący pierwszym na świecie samochodem z napędem na cztery koła. Prędkość maksymalna auta wynosiła ok. 60 km/h. Samochód został zbudowany na zlecenie zamożnego Anglika, E.W. Harta.
W kolejnych latach projektował pojazdy z napędem hybrydowym, w których do napędu nadal służyły silniki elektryczne (silnik spalinowy napędzał jedynie prądnicę zasilającą silniki elektryczne). Według różnych źródeł, do 1906 r. wyprodukowano ponad 300 zaprojektowanych przez niego pojazdów hybrydowych.

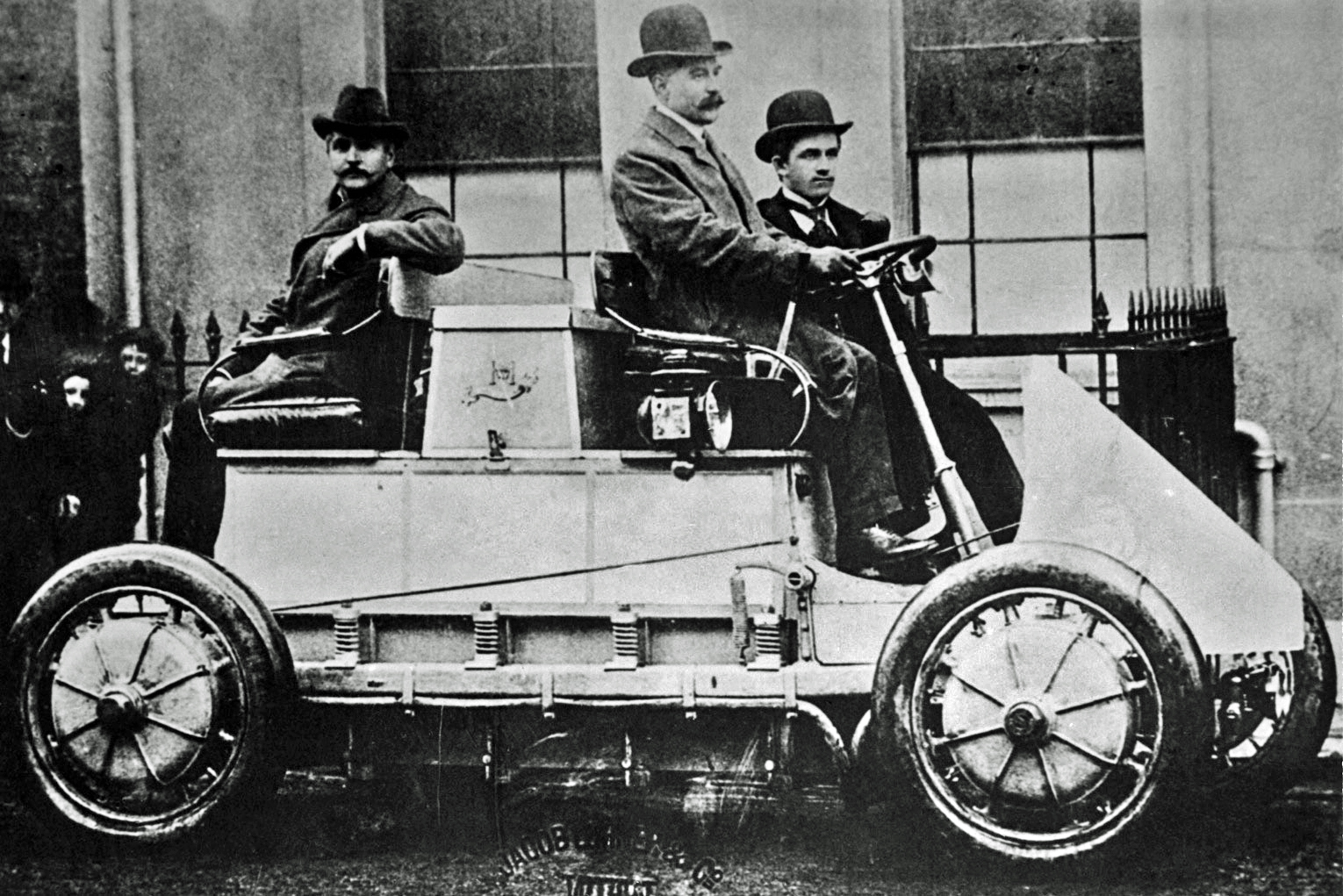
Elektromobil Lohner-Porsche, 1900

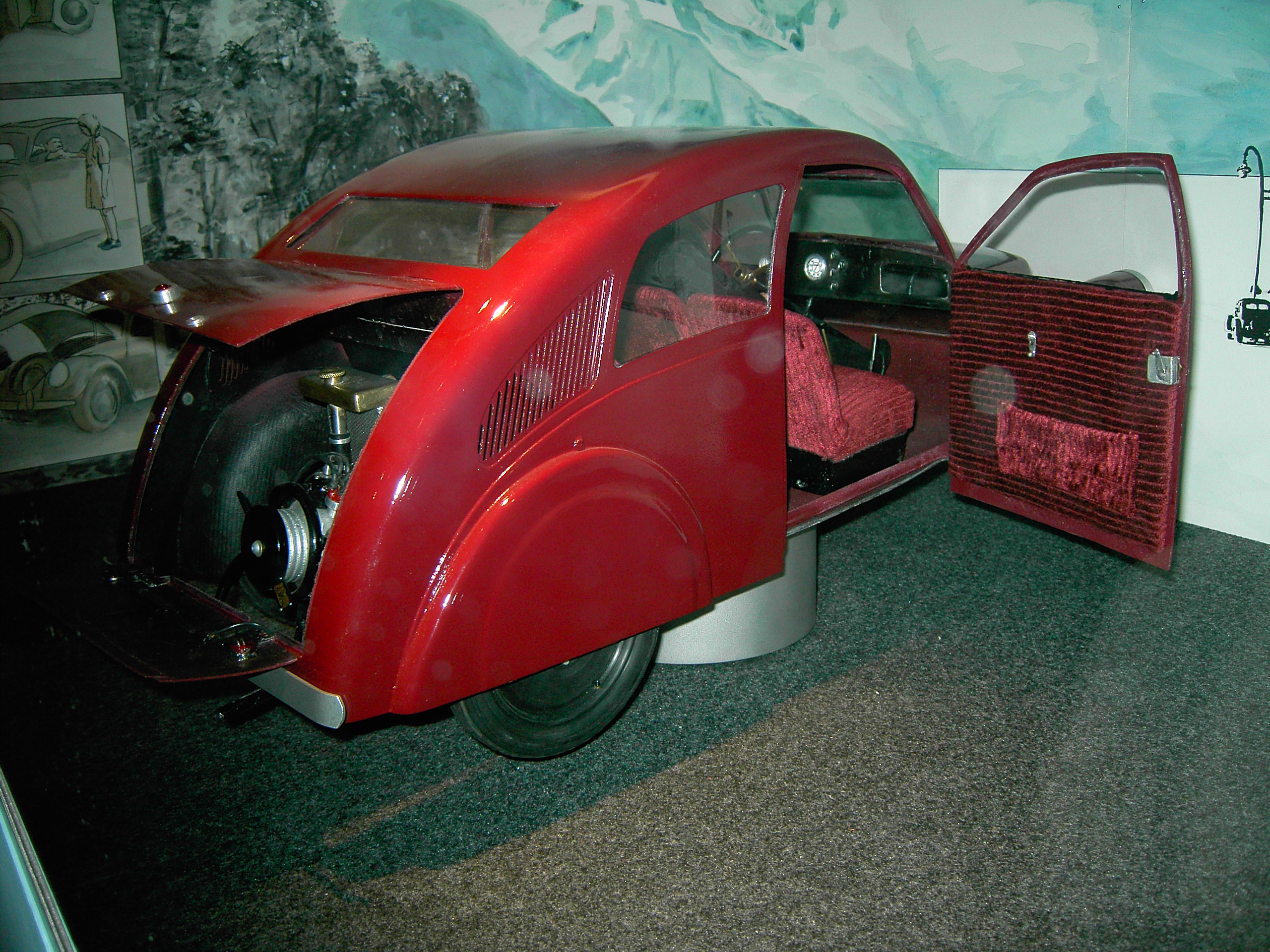
Porsche Typ12 – Zündapp-„Volkswagen”, 1932

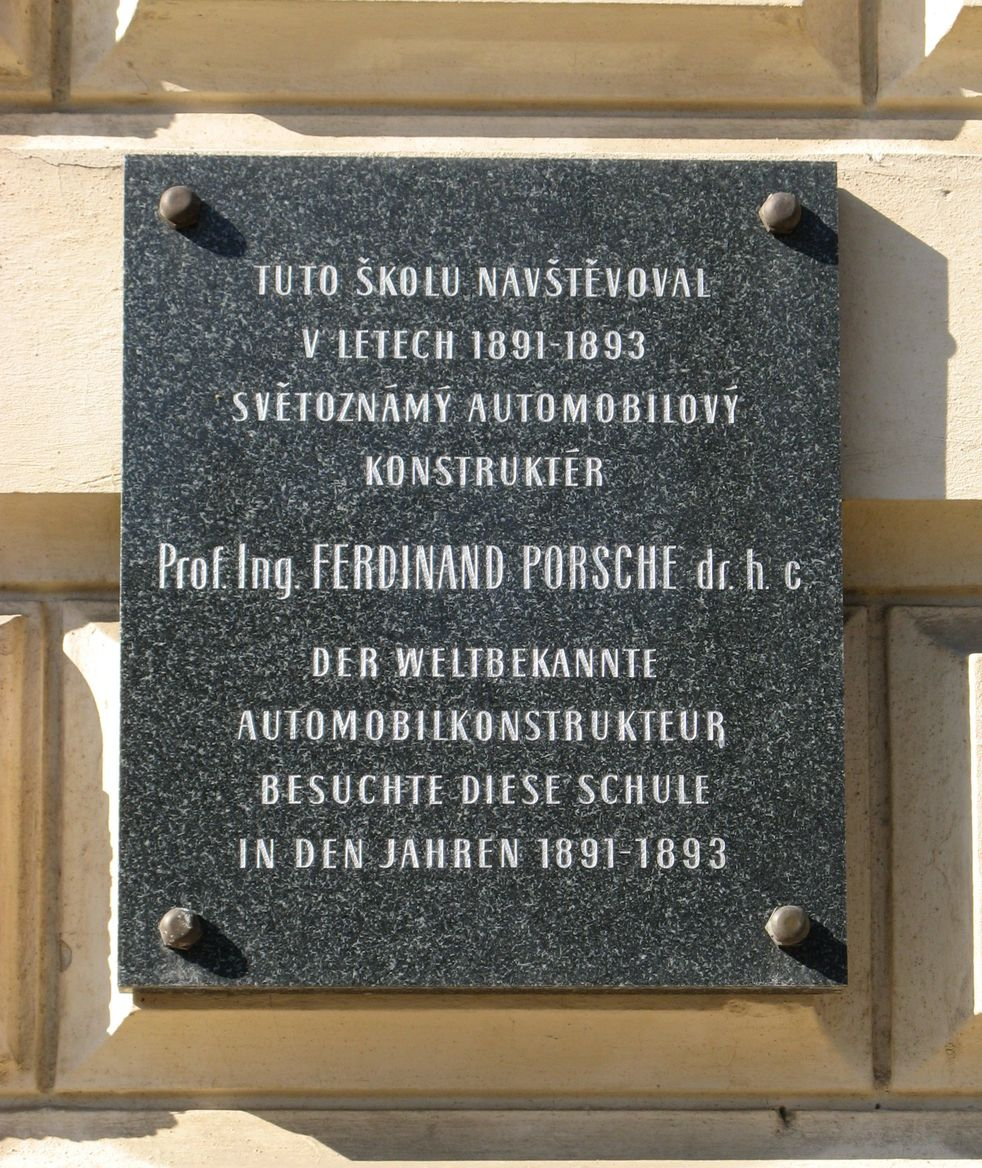
Tablica pamiątkowa w Libercu

Od 1916 r. pełnił funkcję dyrektora w fabryce Austro-Daimler, następnie od 1923 pracował w przedsiębiorstwie Steyr i Daimler-Benz w Stuttgarcie. Wszystkie te zakłady opuszczał po konfliktach w sprawach projektowych lub produkcyjnych. W 1917 r. w uznaniu osiągnięć konstruktorskich, Porsche otrzymał honorowy doktorat cesarskiego uniwersytetu technicznego.
W 1931 r. założył własne zakłady produkujące samochody sportowe „Dr. Ing. h. c. F. Porsche GmbH, Konstruktionen und Beratung für Motoren und Fahrzeuge”. W 1934 na ideę Adolfa Hitlera propagowania dobrobytu III Rzeszy, chciał stworzyć „samochód dla ludu” (niem. Volkswagen). Wraz z synem Ferrym i Erwinem Komendą zaprojektował Volkswagena „Garbusa” i przedstawił go Hitlerowi. Aprobata führera dała mu szansę na własne biuro projektów i zakłady samochodowe. Produkcję testową (kilkudziesięciu sztuk dla propagandy Rzeszy) rozpoczęto w 1939 r. Z początkiem wojny nowo wybudowana fabryka, oryginalnie przeznaczona do produkcji volkswagenów, została natychmiast przekształcona w zakład zbrojeniowy, którym zarządzał Porsche. Tam projektował i produkował dla armii niemieckiej, podsuwając Hitlerowi coraz to nowe pomysły, między innymi VW typ 82 Kübelwagen czy jego udoskonalona, pływająca wersja z napędem na cztery koła VW typ 166 Schwimmwagen. Oprócz etatowych pracowników, na życzenie szefa zakładów zatrudniano tam kilka tysięcy wykwalifikowanych więźniów przywiezionych z obozów koncentracyjnych, m.in. z Auschwitz.
W 1937 r. został wyróżniony przez Hitlera, otrzymał Niemiecką Nagrodę Narodową w Dziedzinie Nauki i Sztuki, która w założeniach miała stanowić nazistowską konkurencję dla Nagrody Nobla (30 stycznia 1937 Hitler zakazał jej przyjmowania przez Niemców).
W czasie II wojny światowej Porsche projektował pojazdy dla wojska, m.in. czołg Tiger (P) („VK4501(P)”) – jeszcze przed oficjalnymi wynikami konkursu wyprodukował 90 egzemplarzy modelu nazwanego roboczo „Tiger (P)”, nieoczekiwanie jednak jego projekt przegrał z koncepcją czołgu przedsiębiorstwa Henschel, który ostatecznie wszedł do produkcji. Podwozia wszystkich prototypów tigera przerobiono na niszczyciela czołgów Panzerjäger Elefant o nazwie Ferdinand. To samobieżne działo pancerne, wyposażone w 88 mm działo Kruppa było w stanie zniszczyć każdy czołg swojej epoki zanim ten zdołał się zbliżyć na dystans skutecznego strzału. Porsche był także współprojektantem, wraz z przedsiębiorstwem Friedrich Krupp AG, superciężkiego czołgu (masa 188 ton) PzKpfw VIII Maus.
W 1945 r. francuskie władze okupacyjne aresztowały Porschego jako zbrodniarza wojennego, przetrzymując go 20 miesięcy bez wyroku sądowego w więzieniu. Jest możliwe, że jedną z przyczyn aresztowania była chęć skłonienia go do pracy na rzecz francuskiego przemysłu zbrojeniowego.
Dopiero po zakończeniu II wojny światowej rozpoczęto seryjną produkcję volkswagenów „garbusów”, już bez udziału Porschego. Nie zaproszono go również na jubileusze wyprodukowania 50 000. i 100 000. egzemplarza – główny projektant A. Hitlera nie był już mile widziany. Natomiast gdy produkcja osiągnęła 1 000 000 egzemplarzy, Porsche już nie żył. Auto szybko stało się jednym z najbardziej popularnych samochodów świata. Należy dodać, że konstrukcja popularnego „garbusa” była w dużej mierze oparta na projekcie Tatry T97, co udowodniono w procesie sądowym z 1961 r.
W 1948 r., trzy lata przed śmiercią konstruktora, jego syn Ferry założył fabrykę o nazwie Porsche. W 1950 r. powstał pierwszy model sportowego samochodu noszący nazwę Porsche. Wozy tej marki przez wiele lat wygrywały liczne wyścigi samochodowe.
Ferdinand Porsche skonstruował ponad 300 różnych pojazdów mechanicznych i uzyskał ok. 1000 patentów w branży motoryzacyjnej. W 1999 r. jury złożone z 33 dziennikarzy samochodowych przyznało mu tytuł „samochodowego inżyniera XX wieku”.

## Ważniejsze wynalazki
- Silnik elektryczny zespolony z piastą koła (1897)
- Lohner-Porsche-Elektromobil(inne języki) (1899)
- Silnik spalinowy doładowany sprężarką stosowany w samochodzie Mercedes-Benz SSK
- Zawieszenie pojazdu na drążkach skrętnych zastosowane między innymi w samochodzie Volkswagen Garbus